# Cypriano de Rore
Cypriano de Rore (Cipriano de Rore, ur. w 1515 lub 1516 w Ronse, zm. między 11 września a 20 września 1565 w Parmie) – kompozytor franko-flamandzki działający głównie we Włoszech.
Od początku lat 30. przebywał we Włoszech, od 1546 w Ferrarze jako kapelmistrz na dworze Herkulesa II d’Este. W 1558 i 1559 odbył dwie podróże do Flandrii, wówczas jego posadę objął Alfonsa Francesco della Viola. W 1560 Rore wrócił do Włoch, w 1563 został kierownikiem kapeli bazyliki św. Marka w Wenecji (po Adrianie Willaercie). 
Wywarł duży wpływ na tzw. szkołę wenecką w muzyce. Komponował głównie motety i madrygały. W latach 1542–1566 wydał zbiór madrygałów Madrygali cromatici.
Opierał się w swoich utworach na tekstach włoskich poetów, w tym Petrarki.